# 埃德·福尔曼
小埃德加·富兰克林·福尔曼（英語：Edgar Franklin Foreman Jr.，1933年12月22日—2022年2月2日），美国政治人物，曾任众议院议员。

## 生平
1933年12月22日生于新墨西哥州罗斯福县波尔塔莱斯。曾就读于当地的中学。1952年进入东新墨西哥大学，1953年转校至新墨西哥农工学院（1960年改称新墨西哥州立大學）。1955年获土木工程学士学位。1956年至1957年在美国海军服役。他曾在德克萨斯州敖德萨成立了自己的石油公司，并获得敖德萨杰出青年、德克萨斯州杰出青年等荣誉。1962年在德克萨斯州第16选区代表共和党以44,095票（得票率53.8%）成功当选美国众议院议员。但是1964年受共和党总统候选人巴里·戈德华特失利的影响，他没能获得连任。随他将阵地转移至家乡新墨西哥州，并在1968年成功当选众议院议员，但在1970年又败给了民主党候选人。1971年至1976年，曾受邀在美国政府内政部、运输部等部门工作，担任部长助理、部长西南地区代表等职。离开政界后，他在全国各地演讲。2016年曾公开反对唐纳德·特朗普。2022年2月2日逝世。

## 出版物
- Ward, Tom. . Paul Gustavson, Ed Foreman contribution. FriesenPress. 2013-05-22. ISBN 978-1-46-020830-4 （英语）.